# LUX 041
LUX 041 fue un evento de artes marciales mixtas producido por LUX Fight League, que se llevó a cabo el 15 de marzo de 2024 en el Showcenter Complex de Monterrey, Nuevo León, México.

## Antecedentes
El evento estelar contó con una pelea por el Campeonato de Peso Mosca de LUX entre el campeón Jorge Calvo y el ex retador al título Kike González.
La pelea coestelar contó con un combate de peso gallo entre Emilio Saavedra y Emmanuel Rivero.

## Resultados
1. ↑  Por el Campeonato de Peso Mosca de LUX